# Zacharias Kneller
Ne pas confondre avec son fils Johann Zacharias Kneller (1635 ou 1644-1702).
Pour les articles homonymes, voir Kneller.
Zacharias Kneller ou Zacharias Kniller, né le 16 novembre 1611 à Eisleben et mort le 4 avril 1675 à Lübeck, est un portraitiste allemand. 

## Biographie
Zacharias Kneller est le fils d'un propriétaire foncier de la région de Halle (Saale), qui est à la fois inspecteur des mines et collecteur d'impôts du comte Mansfeld. Il étudie l'architecture et les mathématiques à l'Université de Leipzig et aurait travaillé comme artilleur. Il vit un certain temps en Suède, où il bénéficie de la faveur de la reine Marie-Éléonore, veuve de Gustav Adolf. Après sa mort, il s'installe à Lübeck et devient maître artisan de la Katharinenkirche en 1659. Il est un portraitiste recherché du patriciat de Lübeck ; un certain nombre de portraits faits par lui subsistent. De son mariage en 1639 avec Lucia Beuten, fille d'un musicien du conseil municipal de Lübeck, le couple a quatre fils, dont trois acquièrent une notoriété artistique : Johann Zacharias Kneller (1644-1702) comme peintre ; le plus célèbre : Gottfried Kniller/Godfrey Kneller (1646-1723) également comme peintre et Andreas Kneller (en) (1649-1724) comme compositeur de l'école d'orgue de l'Allemagne du Nord.
Zacharias Kniller est inhumé à St. Katharinen, où, un an après sa mort, ses fils placent une épitaphe peinte par Gottfried et Johann Zacharias dans l'allée sud.